# Martin și Lewis

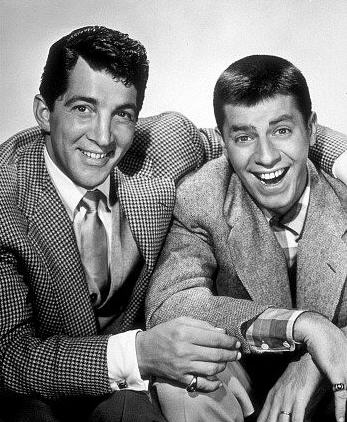
Martin și Lewis, 1950

Martin & Lewis (sau Martin și Lewis, în engleză Martin and Lewis) a fost un grup american de comedie, compus din cântărețul Dean Martin și comicul Jerry Lewis. 
Cei doi s-au cunoscut în 1945 și au debutat la Club 500 din Atlantic City, New Jersey la 25 iulie 1946. Au evoluat în cluburi de noapte și, începând din 1949, la radio. Mai târziu au apărut la televiziune și în filme. La început au apărut ca Martin și Lewis, dar mai târziu au devenit extrem de populari ca Dean Martin și Jerry Lewis. Aceste nume complete i-au ajutat să-și lanseze cariere solo de succes după despărțire.

## Filmografie
| An   | Film                                                  | Rolul lui Jerry Lewis                 | Rolul lui Dean Martin             | Note                                                      |
| ---- | ----------------------------------------------------- | ------------------------------------- | --------------------------------- | --------------------------------------------------------- |
| 1949 | My Friend Irma                                        | Seymour                               | Steve Laird                       | Debut cinematografic                                      |
| 1950 | My Friend Irma Goes West                              | Seymour                               | Steve Laird                       |                                                           |
| 1950 | At War with the Army                                  | PFC Alvin Korwin                      | Sgt. Victor Puccinelli            | Filmat după My Friend Irma Goes West                      |
| 1951 | That's My Boy                                         | "Junior" Jackson                      | Bill Baker                        |                                                           |
| 1952 | Sailor Beware                                         | Melvin Jones                          | Al Crowthers                      |                                                           |
| 1952 | Jumping Jacks                                         | Hap Smith                             | Chick Allen                       |                                                           |
| 1952 | Road to Bali                                          | "Woman" in Lala's Dream               | Man in Lala's Dream               | Cameo. Primul film color.                                 |
| 1952 | The Stooge                                            | Theodore Rogers                       | Bill Miller                       | Filmat înainte de Sailor Beware și Jumping Jacks          |
| 1953 | Scared Stiff                                          | Myron Mertz                           | Larry Todd                        | Refacere a The Ghost Breakers                             |
| 1953 | The Caddy (Băiat de mingi)                            | Harvey Miller Jr.                     | Joe Anthony                       |                                                           |
| 1953 | Money from Home                                       | Virgil Yokum                          | Herman "Honey Talk" Nelson        | Filmat în 3-D.                                            |
| 1954 | Living It Up                                          | Homer Flagg                           | Dr. Steve Harris                  | Refacere a Nothing Sacred                                 |
| 1954 | 3 Ring Circus                                         | Jerome F. Hotchkiss                   | Pete Nelson                       | Refăcut și relansat în 1978 ca 'Jerrico The Wonder Clown' |
| 1955 | You're Never Too Young (Nu ești niciodată prea tânăr) | Wilbur Hoolick                        | Bob Miles                         | Refacere a The Major and the Minor                        |
| 1955 | Artists and Models (Artiști și modele)                | Eugene Fullstack                      | Rick Todd                         |                                                           |
| 1956 | Parteneri                                             | Wade Kingsley Sr. / Wade Kingsley Jr. | Slim Mosley Sr. / Slim Mosley Jr. | Refacere parțială a Rhythm on the Range                   |
| 1956 | Hollywood or Bust (Hollywood sau ruina)               | Malcolm Smith                         | Steve Wiley                       | Ultimul film împreună                                     |